# Blackstreet
Blackstreet é um grupo musical de R&B formado em 1991, em Nova Iorque, todos são naturais dos EUA.
Chauncey Hannibal e Levi Little foi assinado contrato com Thomas Taliaferro e foram fundidos em que se tornou Blackstreet com Teddy Riley. Os membros atuais são Teddy Riley, Dave Hollister, Mark Middleton  e Eric Williams. Os membros originais do Blackstreet foram Teddy Riley, Chauncey Black, Levi Little, e Joseph Stonestreet. Stonestreet foi substituído, no entanto, por Dave Hollister antes de começarem a trabalhar em seu álbum de estreia. O nome Blackstreet é uma junção dos apelidos de Hannibal (Chauncey Black) e Joseph Stonestreet (Street). O grupo é notório por fazer o movimento de dança "O Lean "em shows.

## Carreira
A formação original lançaram seu primeiro single em 1993 com a trilha sonora do filme estrelado por Chris Rock CB4 intitulado "Baby Be Mine", com José Stonestreet de chumbo e produzido por Teddy Riley e escrito por Teddy Riley e Stonestreet Joseph. Stonestreet, porém, deixou o grupo logo após o single foi lançado devido a diferenças pessoais com Riley e foi substituído por Dave Hollister.
Seu primeiro álbum, Blackstreet , foi um sucesso moderado, devido aos singles "Booti Call", "Before I Let You Go" e "Alegria" - duas das três canções foram Top 40 hits ("Before I Let You Go" hit o Top 10). O follow-up de 1996 é outro nível (ver 1996 na música ) foi um sucesso devido ao avanço no topo single " No Diggity "(com Dr. Dre ), que foi um hit # 1 na Billboard Hot 100 em novembro de 1996, e ganhou em 1998 um Grammy de Melhor Performance de R & B por um Duo ou Grupo com Vocais , juntamente com o Top 40 hit "Don't Leave Me", que foi um grande sucesso em 1996. Another Level , eventualmente, foi quatro vezes disco de platina nos Estados Unidos e alcançou a posição # 3 na parada da Billboard. " No Diggity "é classificado na posição # 91 na Rolling Stone e MTV: 100 Greatest Pop Songs , enquanto Blackstreet vem em # 214 dos 500 maiores artistas pop dos últimos 25 anos .
Another Level caracterizado Mark Middleton & Eric Williams no lugar de Dave Hollister & Little Levi . O sucesso do álbum "Outro Nível" rendeu uma aparição no Jay-Z, "The City Is Mine", e eles se uniram com Mya e Mase para o hit "Take Me There", da trilha sonora Rugrats. O sucesso de "Another Level", também a terra lhes um lugar no New Edition 's 1997 Home Again turnê de reencontro.
O primeiro single do seu terceiro álbum, " Girlfriend / Boyfriend ", uma colaboração com Janet Jackson com Ja Rule e Eva - Blackstreet finalmente teve um álbum top dez com último . Mas os deslocamentos de pessoal destruiu o grupo e contribuiu para o relativo fracasso do último ( 1999 na música ) e Blackstreet logo se desfez. Após rumores de ação judicial e um contra de preferência, o grupo re-atado e lançado Nível II em 2003 (ver 2003 na música ). Blackstreet agora constituído por membros originais Teddy Riley , Chauncey Hannibal , Dave Hollister eo novo membro Sherman "J-Stylz" Tinsdale. Também Kermit Quinn anteriormente do grupo de R & B Intro executa com Blackstreet. Mark Middleton e Eric Williams deixou fazer a diferença com Teddy Riley & Hannibal Chauncey sobre a distribuição de dinheiro. Eles começaram a cantar a música supervisiona Blackstreet com outro cara Jeremy "Remy" Hanna. Eles acabaram com a MER nome do grupo para evitar ser processada por Teddy & Chauncey
Riley gravou um álbum de reunião com Guy em 2000 e, posteriormente, começou a trabalhar em material para seu primeiro disco solo. No entanto, ele tinha dúvidas sobre o desmantelamento Blackstreet, e as coisas remendada com Hannibal, Middleton e Williams, voltou a restabelecer a programação Outro Nível, e de projeto solo Riley tornou-se uma reunião Blackstreet. O álbum resultante, Nível II, foi lançado no início de 2003. Mark Middleton & Eric Williams voltaram para o grupo o grupo agora consiste de Teddy Riley, Dave Hollister, Mark Middleton e Eric Williams. Esta programação está embarcando em uma grande turnê e gravar um novo álbum para 2011. Chauncey Hannibal não é mais no grupo devido a um desentendimento com Teddy Riley.